# Poort van Athena Archegetis
De Poort van Athena Archegetis is een antieke poortgebouw in Athene. 
De poort staat op de Romeinse Agora en was de vormde de westelijke toegang tot het marktplein. Hij werd in 11 v.Chr. gebouwd en bekostigd met donaties van Julius Caesar en Augustus.
De poort heeft vier Dorische zuilen en een basis van Pentelisch marmer is bewaard gebleven. Volgens een inscriptie op de bovenbouw was de poort door het Atheense volk gewijd aan zijn beschermgodin Athena Archegetis tijdens het archontaat van Nicias (11-10 v.Chr.). Tussen de hoofdpoort en de klassieke Agora werd rond 100 n.Chr. een korte overdekte wandelweg aangelegd, die tussen de Stoa van Attalus en de latere Bibliotheek van Pantainos liep.